# Degradation Trip Volumes 1 & 2
Degradation Trip Volumes 1 & 2 é um álbum duplo do guitarrista do Alice in Chains, Jerry Cantrell, lançado em 26 de Novembro de 2002 pela Roadrunner Records. É a versão expandida do álbum Degradation Trip de Cantrell, lançado cinco meses antes deste.

## Faixas

### Disco 01
1. "Psychotic Break" - 4:09
2. "Bargain Basement Howard Hughes" - 5:39
3. "Owned" - 5:18
4. "Angel Eyes" - 4:44
5. "Solitude" - 4:01
6. "Mother's Spinning In Her Grave (Glass Dick Jones)" - 3:54
7. "Hellbound" - 6:46
8. "Spiderbite" - 6:38
9. "Pro False Idol" - 7:18
10. "Feel The Void" - 6:57
11. "Locked On" - 5:37
12. "Gone" - 5:08

### Disco 02
1. "Castaway" - 4:59
2. "Chemical Tribe" - 6:35
3. "What It Takes" - 4:44
4. "Dying Inside" - 6:26
5. "Siddhartha" - 6:02
6. "Hurts Don't It" - 4:46
7. "She Was My Girl" - 3:59
8. "Pig Charmer" - 8:11
9. "Anger Rising" - 6:14
10. "S.O.S." - 5:07
11. "Give It A Name" - 4:02
12. "Thanks Anyway" - 5:26
13. "31/32" - 7:25

## Créditos
- Jerry Cantrell - vocal, guitarra, produtor
- Robert Trujillo - baixo
- Mike Bordin - bateria
- Jeff Tomei – produtor, mixagem, gravação
- Chris DeGarmo – guitarra adicional em "Anger Rising"
- Walter Earl – percussão adicional
- George Marino – mastering
- Monte Conner – A&R